# Гадеско-Пиеве Делмона
Гадѐско-Пиѐве Делмо̀на (на италиански: Gadesco-Pieve Delmona, на местен диалект: Gadesch-Piéef Delmòuna, Галеск-Пиееф Делмоуна) е община в Северна Италия, провинция Кремона, регион Ломбардия. Административен център на общината е село Ка' де' Мари (Ca' de' Mari), което е разположено на 44 m надморска височина. Населението на общината е 2012 души (към 2017 г.).